# Hoẵng Nam Bộ
Hoẵng Nam Bộ (Danh pháp khoa học: Muntiacus muntjak annamensis) là một phân loài của loài Mang đỏ (Muntiacus muntjak) phân bố tại Việt Nam ở các khu vực miền Đông Nam Bộ và một số khu vực ở Lâm Đồng. Trong tiếng Việt, chúng còn được gọi với những cái tên địa phương như con mang hay con hoẵng, con kỉ (ở miền Bắc), con mển, hay con mễn (trong miền Nam Việt Nam), con cả lẹp, hoặc con đõ hay còn gọi là con quảy, con quảy chà (là những con hoẵng có sừng dài) Chúng là loài đặc hữu của Đông Dương. Ở Việt Nam, có ở Kon Tum (Sa Thầy), Di Linh, Đồng Nai.

## Đặc điểm
Hoẵng Nam Bộ có thân thon mảnh, chúng cùng loài với nai, hươu, giống như con bê con nặng khoảng 30 kg trung bình nặng độ 20–25 kg, nhìn bề ngoài chúng giống hệt con hươu nhưng bé hơn. Nhìn chung, chúng là loài thú cỡ nhỏ, thân hình thon nhỏ, vóc chúng chỉ to bằng con chó lớn. Chúng có bộ lông màu vàng sẫm, có con lông màu vàng nâu bụng trắng giống như các phân loài hoẵng khác, chỉ khác các phân loài hoẵng vó đen và hoẵng vó vàng là bốn chân màu vàng, giữa hai móng guốc có vệt trắng rõ rệt, đuôi ngắn. Lông hoẵng vàng sậm mướt trên lưng, trắng dưới bụng và sau đít, đầu nhỏ và lanh lợi như đầu dê, bốn chân trời sinh ra để chạy nhảy và rất nhanh nhẹn, nó chỉ cần vài cái nhảy là đã ở vị trí rất xa,

## Tập tính
Hoẵng Nam Bộ là động vật sống đơn độc, chỉ ghép đôi vào kì động dục. Chúng ăn lá, quả, cây, cỏ. Mùa sinh sản vào hai thời kỳ trong năm, từ tháng 1 đến tháng 3 và từ tháng 6 đến tháng 8. Con cái có chửa từ 189 đến 200 ngày và mỗi năm đẻ một lứa mỗi lứa một con (rất ít trường hợp đẻ hai con). Chúng thường sống trong những cánh rừng thưa, rừng quanh nương rẫy, đồi cây, trảng cỏ cây bụi. Nơi ở quang đãng thoáng mát, khô ráo ven rừng và không cố định lâu dài. Chúng hoạt động ban đêm từ chập tối đến gần sáng. Vùng hoạt động cá thể nhỏ 01 đến 02km2. 

## Quan niệm
Có nhiều nơi quan niệm rằng bắt được hoẵng Nam Bộ là điềm may vì cho rằng đây là lộc đỏ (vì con quảy có màu lông đỏ) của xóm làng, báo hiệu năm mới làm ăn giàu có. Nhiều người ở Lâm Đồng vẫn tin rằng, khi phụ nữ sinh con không có sữa họ lấy chân trước con hoẵng quệt vào bầu vú sẽ có sữa cho con bú. Nhiều nơi người ta treo nhiều chân trước con hoẵng được phơi khô treo trên vách tường hoặc để trang trọng trong tủ giữa nhà và dùng để chữa chứng mất sữa cho phụ nữ sau khi sinh.
Khi phụ nữ sinh con không có sữa hoặc ít sữa, chỉ lần lấy chân trước con hoẵng này quệt vào bầu vú người mẹ vài lần là đầy sữa cho con bú, đây là bài thuốc dân gian, từ trước đến nay mọi người đều sử dụng chân trước mới có tác dụng. Nhiều người ngồi cả tiếng đồng hồ chờ người ta làm thịt hoẵng chỉ để xin một chiếc chân trước dài khoảng 7 cm về làm thuốc, chân hoẵng chữa chứng mất sữa cho phụ nữ sau khi sinh rất hữu dụng, tuy nhiên quan niệm này không có cơ sở khoa học.

## Tình trạng
Thịt hoẵng được coi là đặc sản thịt rừng và được bày bán ở các quán nhậu bất chấp các quy định về bảo vệ động thực vật của nhà nước Chúng có thể thuần dưỡng chăn nuôi trong các vườn thú, vườn quốc gia, khu bảo tồn thiên nhiên và các khu du lịch sinh thái. Số lượng Hoẵng Nam bộ ở Sa Thầy, Cát Tiên và các vùng khác không nhiều, chúng thường xuyên vẫn bị bẫy bắt và săn bắn cùng với các phân loài hoẵng khác nên số lượng ngày cang suy giảm. Phân loài hoẵng Nam bộ thường sống chung với các phân loài hoẵng khác, do đó chưa có văn bản nào cấm săn bắn bẫy bắt và buôn bán.